# Living apart together
Living apart together (acronimo: LAT; italiano: Vivere insieme a parte o Vivere non insieme) è un'espressione che indica le coppie legate da una relazione che decidono di avere case separate, piuttosto che una residenza comune. Una ricerca nel 2007 ha suggerito che c'era una percentuale di relazioni LAT nel Regno Unito all'incirca pari a quella di coppie conviventi. In Italia, secondo un'analisi dei dati ISTAT del 2003 la percentuale di coppie LAT era del 4.8% nella classe d'età oltre i 40 anni, mentre quella delle coppie conviventi nella stessa classe d'età era del 4.1%. Naturalmente nella classe d'età 20-29 anni la percentuale è molto più alta, ma le coppie "fidanzate" non sono ritenute significative per la categoria LAT in quanto sono coppie in massima parte attesa di matrimonio (o convivenza).
Ci sono tre categorie principali nella decisione dei partner di tenere separate le residenze domestiche. La maggior parte sono le coppie "felicemente a parte" (alcune motivazioni sono riportate nella sezione Aspetti Sociologici), poi vi sono le coppie "scontente a parte" (per impegni di lavoro, responsabilità familiari, obblighi di legge o di residenza, o per altri motivi) e le coppie "indecise a parte" (che non hanno particolari motivi per muoversi verso la convivenza in tempi brevi).

## Demografia
La Svezia, che ha assistito a tendenze simili al Regno Unito nel matrimonio, divorzio e persone sole, ha visto un aumento delle coppie LAT dal 6% nel 1993 a più del 14% nel 2001/02. Due studi nel Regno Unito sostengono questa osservazione - la ricerca presso l'Università di Oxford del demografo John Haskey (2005) stimò fino a 2 milioni di coppie UK che vivevano separatamente, e la ricerca della sociologa Sasha Roseneil professoressa all'Università di Leeds (On Not Living With A Partner , 2007) è giunta a conclusioni simili. Mentre "Viveva insieme a parte" sembra essere più "popolare tra i giovani", nel Regno Unito queste ricerche hanno scoperto che centinaia di migliaia di coppie di età tra 35 e 59 anni hanno fatto una scelta di vita separata, di cui un discreto numero (14%) anche nella fascia d'età 50-59 anni.
In Italia, in aggiunta alle statistiche citate nell'introduzione, si può notare come le coppie LAT siano molto più frequenti (circa 3 volte di più) tra i separati (17.8% degli uomini e 15.2% delle donne) [fonte]. Nell'ambito della categoria delle persone che non vivono più coi propri genitori è rilevante la percentuale (50.5%) di donne che vivono relazioni LAT che sono separate di fatto/separate legalmente/divorziate/vedove.

## Aspetti sociologici
La conclusione della Roseneil è che le coppie LAT sono in aumento, ella ed altri esperti si sono dichiarati d'accordo che le coppie LAT sono "ormai parte del paesaggio sociale".
La decisione di vivere separati, anche se la ricerca dei moventi è ben lungi dall'essere conclusiva, si fonda su alcuni benefici, per la vita individuale e comune, che le coppie hanno, o ritengono di avere, per esse e per i loro figli, tenendo le residenze distinte. 
Tra i benefici che le coppie indicano ci sono:
- Aver "mantenuto il loro rapporto fresco, al contempo fornendo l'ambiente ideale in cui crescere i figli [...]"[3].
- Avere al contempo un rapporto intimo e un proprio spazio è considerato piacevole[4].
- L'anticipazione del tempo insieme è sempre qualcosa di speciale[4].
- Avere basi in due culture -. Per esempio, sia una città affollata e un villaggio di campagna[4].
- Libertà di fare le cose senza consultazione e la libertà di non fare le cose nella propria dimora[4].
- Finanze e case indipendenti il che significa che le dispute finanziarie e la negoziazione non sono una fonte di attrito nel rapporto di coppia[4].
- Capacità di concentrarsi sul lavoro o la propria attività senza interruzioni nei momenti in cui si vuole lavorare[3].

Le ragioni includono anche basi emotive, come la rottura del rapporto di convivenza precedente, o la mancanza di volontà di imporre un nuovo partner sui figli avuti da una precedente relazione.

## Le relazioni LAT nel lungo termine
Gli esperti sembrano considerare le coppie LAT un valido stile di vita tuttavia è un settore che richiede ulteriori ricerche per determinarne gli effetti sociali a lungo termine. I critici delle LAT sollevano preoccupazioni che questo decostruzionismo sociale alteri l'unità della famiglia tradizionale.

## Esempi di LAT celebri
Il Times cita i seguenti esempi di LAT: Woody Allen e Mia Farrow (diverse case ai lati di Central Park , New York), Margaret Drabble e Michael Holroyd (sposati da 24 anni al 2007, le case separate), Helena Bonham Carter e Tim Burton (due bambini, due case accanto all'altra in Hampstead , Londra), e la vincitrice del premio Booker Arundhati Roy e il marito Pradip Krishen (case separate a Delhi, India). [1] In passato, il famoso compositore Fryderyk Chopin (1810-1849) ha avuto una sorta di relazione LAT con nota femminista e scrittrice George Sand (1804-1876), il loro rapporto si svolse all'incirca tra il 1837 e il 1847. Il famoso scrittore Jean-Paul Sartre (1905-1980) ebbe per molti anni un rapporto simile con la scrittrice femminista Simone de Beauvoir (1908-1986).